# Murrupula (Distrikt)
Murrupula ist ein Distrikt der Provinz Nampula in Mosambik mit Verwaltungssitz in der Stadt Murrupula. Sein Gebiet grenzt im Norden an die Distrikte Nampula (Stadt-Distrikt) und Ribauè, im Westen an den Distrikt Ribauè, im Süden an die Provinz Zambezia und im Osten an die Distrikte Nampula (Stadt-Distrikt) und Mogovolas.

## Geographie
Bei einer Fläche von 3119 Quadratkilometer hat Murrupula 162.673 Einwohner (Stand 2013). Dies ergibt eine Bevölkerungsdichte von 52 Menschen pro Quadratkilometer. Die Region hat trockenes Klima mit einer jährlichen Niederschlagsmenge von 800 bis 1200 Millimeter. Lokal kann die jährliche Regenmenge auch 1500 Millimeter überschreiten. Die durchschnittliche Jahrestemperatur liegt zwischen 20 und 25 Grad Celsius, in einigen Regionen auch darüber. 
|                        | Jan  | Feb  | Mär  | Apr  | Mai  | Jun  | Jul  | Aug  | Sep  | Okt  | Nov  | Dez  |   |      |
| Mittl. Temperatur (°C) | 26,1 | 26,3 | 25,8 | 24,6 | 22,6 | 20,7 | 20,3 | 21,3 | 23,9 | 26,2 | 26,9 | 26,5 | ⌀ | 24,3 |
| Mittl. Tagesmax. (°C)  | 31,3 | 31,6 | 30,9 | 29,7 | 28,2 | 26,5 | 26   | 27,8 | 31,3 | 33,6 | 33,8 | 32,3 | ⌀ | 30,2 |
| Mittl. Tagesmin. (°C)  | 20,9 | 21   | 20,7 | 19,5 | 17,1 | 15   | 14,7 | 14,9 | 16,8 | 18,8 | 20,1 | 20,8 | ⌀ | 18,3 |
|                        |      |      |      |      |      |      |      |      |      |      |      |      |   |      |
| Niederschlag (mm)      | 259  | 231  | 213  | 88   | 30   | 20   | 22   | 14   | 9    | 19   | 90   | 194  | Σ | 1189 |

| 20,9 |

| 21 |

| 20,7 |

| 19,5 |

| 17,1 |

| 15 |

| 14,7 |

| 14,9 |

| 16,8 |

| 18,8 |

| 20,1 |

| 20,8 |

| 20,9 |

| 21 |

| 20,7 |

| 19,5 |

| 17,1 |

| 15 |

| 14,7 |

| 14,9 |

| 16,8 |

| 18,8 |

| 20,1 |

| 20,8 |

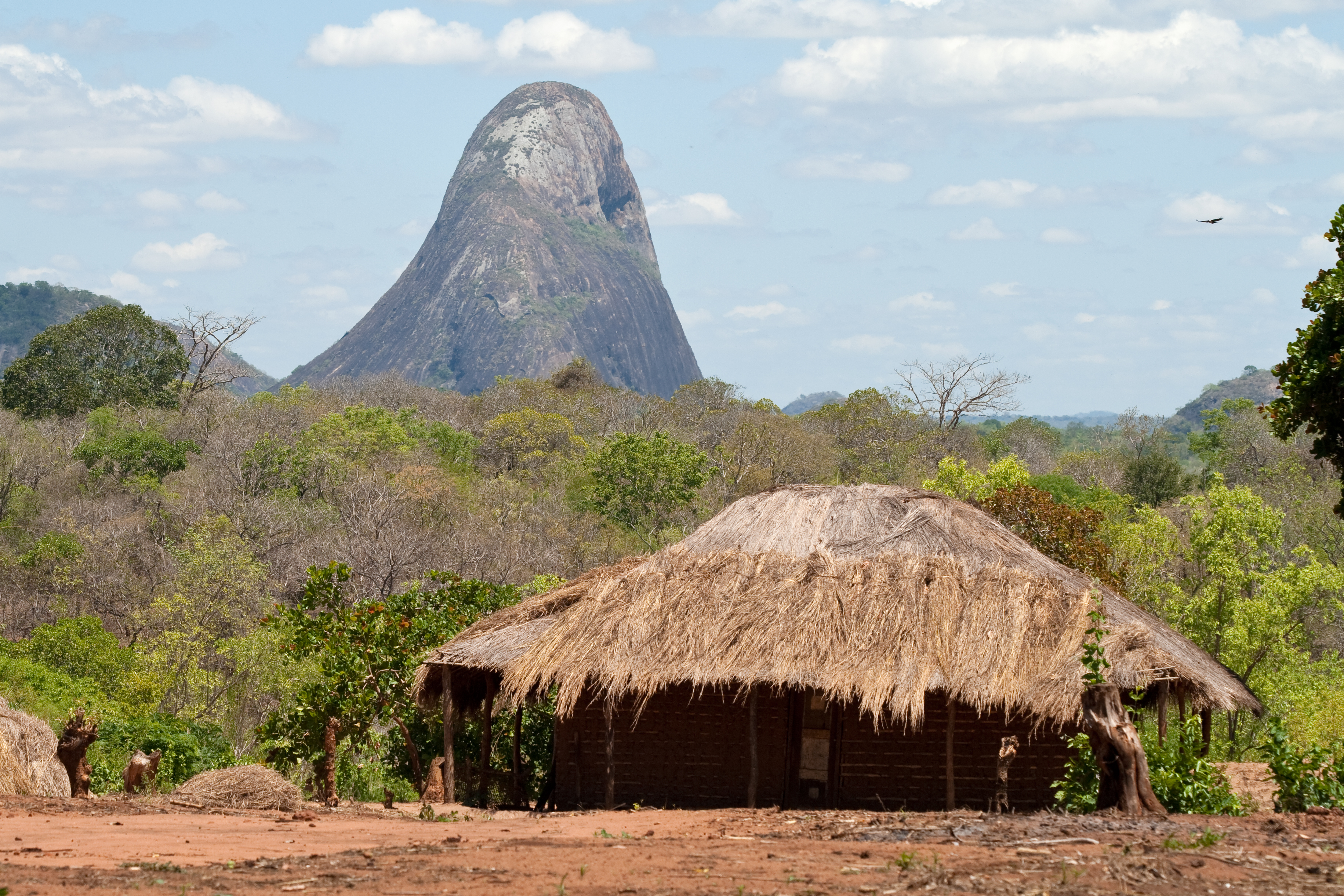
Inselberg

Der Distrikt ist hügelig mit einer Höhe von 200 bis 500 Meter über dem Meeresspiegel. Entwässert wird Murrupula durch die beiden Flüsse Mecúburi und Lúrio, die ihre Umgebung regelmäßig überfluten. Markant sind die Inselberge, kahle Felsformationen, die die Umgebung überragen.

## Bevölkerung
| Der Großteil der Bevölkerung von Murrupula gehört zur Ethnie der Makua, die ihrerseits in Adjeletche, Ayatche, Amirasi, Alaponi, Amulima, Amale untergliedert sind. Sie halten teilweise an ihren alten Riten und ihrer traditionellen Religion fest. Makua ist die vorherrschende Muttersprache. Fast achtzig Prozent der Bevölkerung ab fünf Jahren spricht kein Portugiesisch. Während in der Provinz fast die Hälfte Christen sind, ist deren Anteil in Murrupula etwa ein Drittel. Dafür ist der Anteil der Menschen mit "anderem oder keinem" religiösen Bekenntnis besonders hoch. Wie in vielen Distrikten Mosambiks ist die Bevölkerung sehr jung: Über 18 Prozent der Bevölkerung sind unter fünf Jahre alt, über 26 Prozent sind zwischen fünf und vierzehn Jahren. | Die zur Anzeige dieser Grafik verwendete Erweiterung wurde dauerhaft deaktiviert. Wir arbeiten aktuell daran, diese und weitere betroffene Grafiken auf ein neues Format umzustellen. (Mehr dazu) |

## Einrichtungen und Dienstleistungen
Im Distrikt befinden sich 121 Grundschulen (Primárias) und sieben weiterführende Schulen (Secundárias). Von den Grundschulen sind 80 öffentliche Schulen und 41 Privatschulen, von den weiterführenden Schulen sind alle öffentlich. In den Grundschulen ist das Schüler-Lehrer-Verhältnis 68:1, in den weiterführenden Schulen 35:1. Ein Viertel der Lehrer in den Grundschulen ist ungeschult, in den weiterführenden Schulen ein Drittel (Stand 2013).
In Murrupula gibt es vier Gesundheitszentren und zwei Gesundheitsstationen (Stand 2011).

## Verwaltungsgliederung
Der Distrikt Murrupula ist in drei Verwaltungsposten (postos administrativos) gegliedert:
- Murrupula
- Xinga
- Nehessine[3]

## Wirtschaft und Infrastruktur
| Im Jahr 2007 besaßen 42 Prozent der Haushalte ein Radio und 0,2 Prozent einen Fernseher. 44 Prozent besaßen ein Fahrrad und 0,1 Prozent ein Auto. Die Landwirtschaft ist die wichtigste Einnahmequelle der Bevölkerung. Im Jahr 2010 gab es 31.332 landwirtschaftliche Betriebe mit einer durchschnittlichen Größe von 1,1 Hektar. Die Landwirtschaften werden meist manuell als Familienbetriebe geführt. In über 80 Prozent der Betrieben arbeiten drei oder mehr Familienmitglieder mit, in 40 Prozent arbeiten auch Kinder unter zehn Jahren. Hauptsächlich angebaut werden Mais, Maniok, Bohnen, Erdnüsse und Süßkartoffeln, in den Flussniederungen auch Baumwolle. Daneben werden Obstbäume, Kokospalmen und Cashewbäume gepflegt und 5.000 Viehzüchter halten etwa 26.000 Geflügel. Ein Zusatzeinkommen sichern sich viele Familien durch den Verkauf von Brennholz, Schilf und Holzkohle, sowie durch Jagd und Fischen. Es gibt nur kleine lokale produzierende Unternehmen (u. a. Fischerei, Tischlerei) als Alternative zur oder als Ausweitung der vorherrschenden landwirtschaftlichen Tätigkeit. Der Handwerksbereich umfasst auch Mühlen, Sägewerke, eine Cashew-Verarbeitungsanlage mit rund 150 Beschäftigten sowie eine Reisschälfabrik. In Murrupula werden keine Bodenschätze abgebaut. Durch den Distrikt verlaufen keine Nationalstraßen und keine Eisenbahnverbindungen. | Die zur Anzeige dieser Grafik verwendete Erweiterung wurde dauerhaft deaktiviert. Wir arbeiten aktuell daran, diese und weitere betroffene Grafiken auf ein neues Format umzustellen. (Mehr dazu) |

### Verkehr

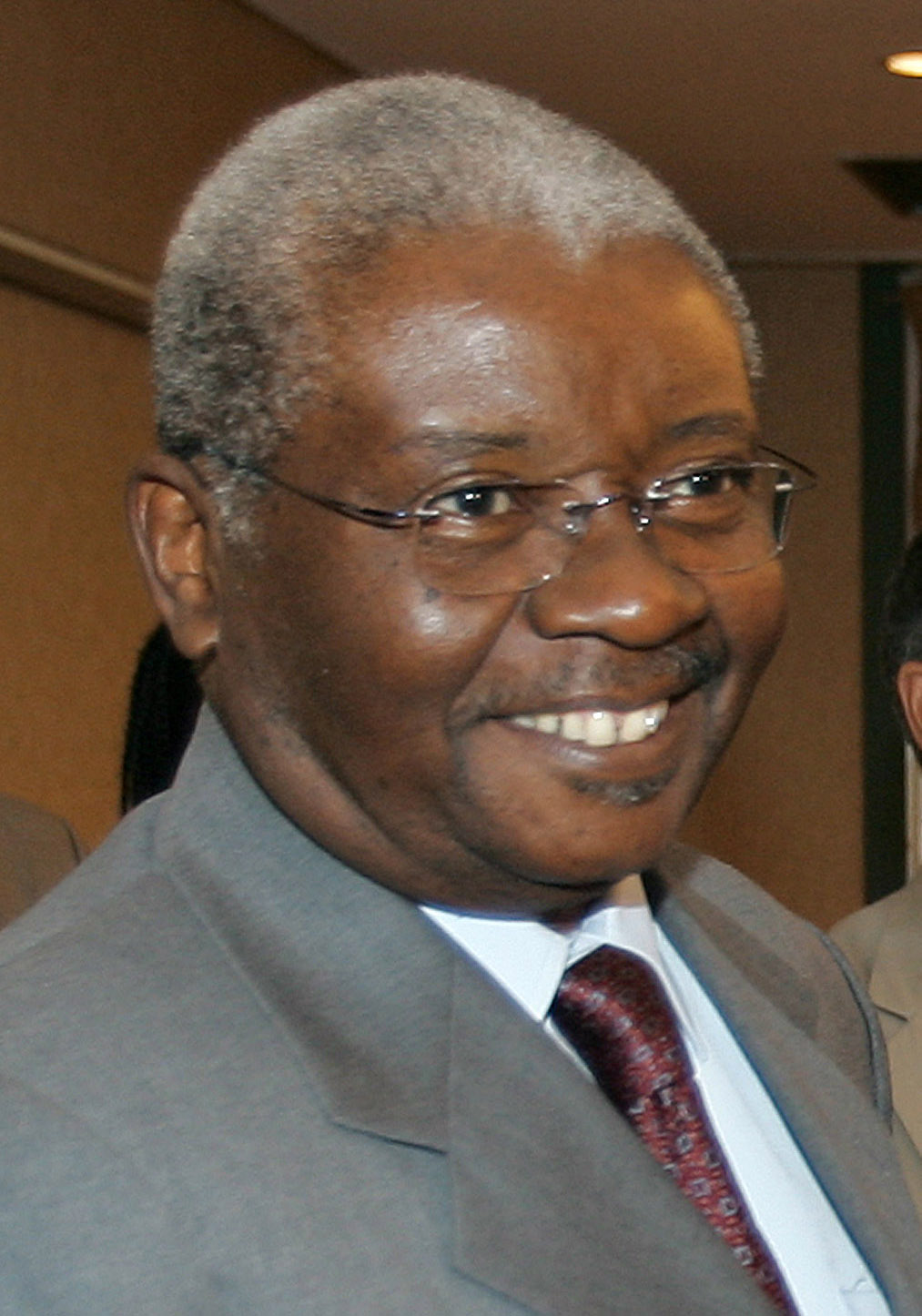
Armando Guebuza, Präsident von Mosambik 2005 bis 2015

## Persönlichkeiten
Armando Guebuza (* 1943), Präsident von Mosambik von 2005 bis 2015, wurde in Murrupula geboren.